# Carta de les Nacions Unides
La Carta de les Nacions Unides és el tractat constitutiu de l'Organització de les Nacions Unides. Va ser signada a San Francisco el 26 de juny de 1945 després de ser ratificada pels cinc membres permanents del Consell de Seguretat; la República de la Xina, França, La Unió Soviètica, el Regne Unit, i els Estats Units i una gran quantitat d'altres signataris.
L'ONU té 51 membres originaris i, actualment, són 193. Com a Carta és un tractat constituent i tots els signataris estan subjectes als seus articles. A més, diu explícitament que la Carta mana sobre tots els altres tractats. Va ser ratificada per Estats Units el 8 d'agost de 1945, convertint a aquesta nació en la tercera, després de Nicaragua i El Salvador, en unir-se a la nova organització internacional.

## Organització del document
La Carta consisteix d'un preàmbul i una sèrie d'articles dividits en capítols.
- «Capítol I»: planteja els principis i propòsits de les Nacions Unides, incloent les provisions importants del manteniment de la pau internacional i seguretat.
- «Capítol II»: defineix el criteri per a esdevenir membre de les Nacions Unides.
- «Capítol III»: descriu els òrgans de l'ONU.
- «Capítol VI»: defineix l'Assemblea General.
- «Capítol V-VI-VII»»: defineix el Consell de Seguretat, arranjament pacífic de controvèrsies, accions en casos d'amenaça de la pau i defensa regional.
- «Capítol IX»: sobre la cooperació internacional econòmica i social.
- «Capítol X»: sobre el Consell Econòmic i Social.
- «Capítols XI-XII-XIII»: declaració relativa als territoris no autònoms, règim internacional d'administració fiduciària i estableix el Consell d'Administració Fiduciària.
- «Capítol XIV»: estableixen les funcions i integració de la Cort Internacional de Justícia.
- «Capítol XV»: estableixen les funcions de la Secretaria General de l'ONU.
- «Capítols XVI i XVII»: disposicions diverses i acords transitoris de seguretat.
- «Capítol XVIII»: defineix els mecanisme de reforma de la Carta.
- «Capítol XIX»: defineix la forma la signatura i rectificació de la Carta.